# Menhir von Kaiserslautern
Der Menhir von Kaiserslautern (auch als Menhir von Bännjerrück bezeichnet) ist ein Menhir in Bännjerrück, einem Stadtteil von  Kaiserslautern in Rheinland-Pfalz.

## Lage
Der Stein befindet sich im Westteil von Bännjerrück, inmitten einer zwischen 1950 und 1970 entstandenen Siedlung. Er steht in einer Grünfläche und ist über einen Fußweg erreichbar, der die Leipziger Straße und die Hallesche Straße verbindet; der Stein selbst befindet sich in einer als Sackgasse gestalteten Abzweigung der Halleschen Straße. 1947 wurden im Umfeld des Steins Bodenaufwölbungen festgestellt, bei denen es sich vielleicht um Grabhügel handelte. Im Mittelalter diente der Menhir eventuell als Grenzstein.

## Beschreibung
Der Menhir besteht aus Buntsandstein. Er hat eine Gesamthöhe von 185 cm, davon ragen 145 cm aus dem Boden. Seine Breite beträgt 84 cm, seine Tiefe 46 cm. Der Stein ist säulenförmig und besitzt eine runde Oberseite. Im oberen Bereich wurden die Buchstaben „B. St.“ und die Jahreszahl „1842“ sowie eine Umrahmung eingemeißelt.